# Bruno Massot
Bruno Massot (ur. 28 stycznia 1989 w Caen) – francuski łyżwiarz figurowy reprezentujący Niemcy, startujący w parach sportowych z Aloną Sawczenko, a następnie trener łyżwiarstwa figurowego specjalizujący się w parach sportowych. Mistrz olimpijski z Pjongczangu (2018), mistrz (2018) i wicemistrz świata (2017), dwukrotny wicemistrz Europy (2016, 2017), zwycięzca finału Grand Prix (2017), mistrz Francji (2012) oraz dwukrotny mistrz Niemiec (2016, 2018).
Po zmianie przepisów w punktacji zawodów łyżwiarskich w 2018 roku, do Sawczenko i Massota należą dwa historyczne rekordy świata (GOE±3) par sportowych w kategorii seniorów: za program dowolny (162,86 pkt) i notę łączną (245,84 pkt).

## Życiorys

### Kariera sportowa
19 marca 2014 roku pojawiły się przypuszczenia, że nowym partnerem utytułowanej Alony Sawczenko zostanie Bruno Massot. Rozpoczęli oni wspólne treningi w kwietniu, aby zniwelować różnice w technice jazdy. W lipcu potwierdzono, że para rozważa, który kraj będzie reprezentować, bowiem Alona chciała nadal reprezentować Niemcy, zaś Bruno Francję. 29 września 2014 r. Niemiecka Federacja Łyżwiarska ogłosiła, że duet Sawczenko / Massot będzie reprezentował Niemcy. Od października rozpoczęli oni treningi w Oberstdorfie, a ich trenerem został Alexander König. W czerwcu 2015 roku Francuska Federacja Łyżwiarska odmówiła udzielenia Massotowi pozwolenia na reprezentowanie Niemiec, a 31 sierpnia 2015 roku zażądała od niego 70 tys. euro za wydanie pozwolenia. Ostatecznie Massot otrzymał pozwolenie 26 października 2015 r. po zapłaceniu francuskiej federacji FFSG 30 tys. euro.

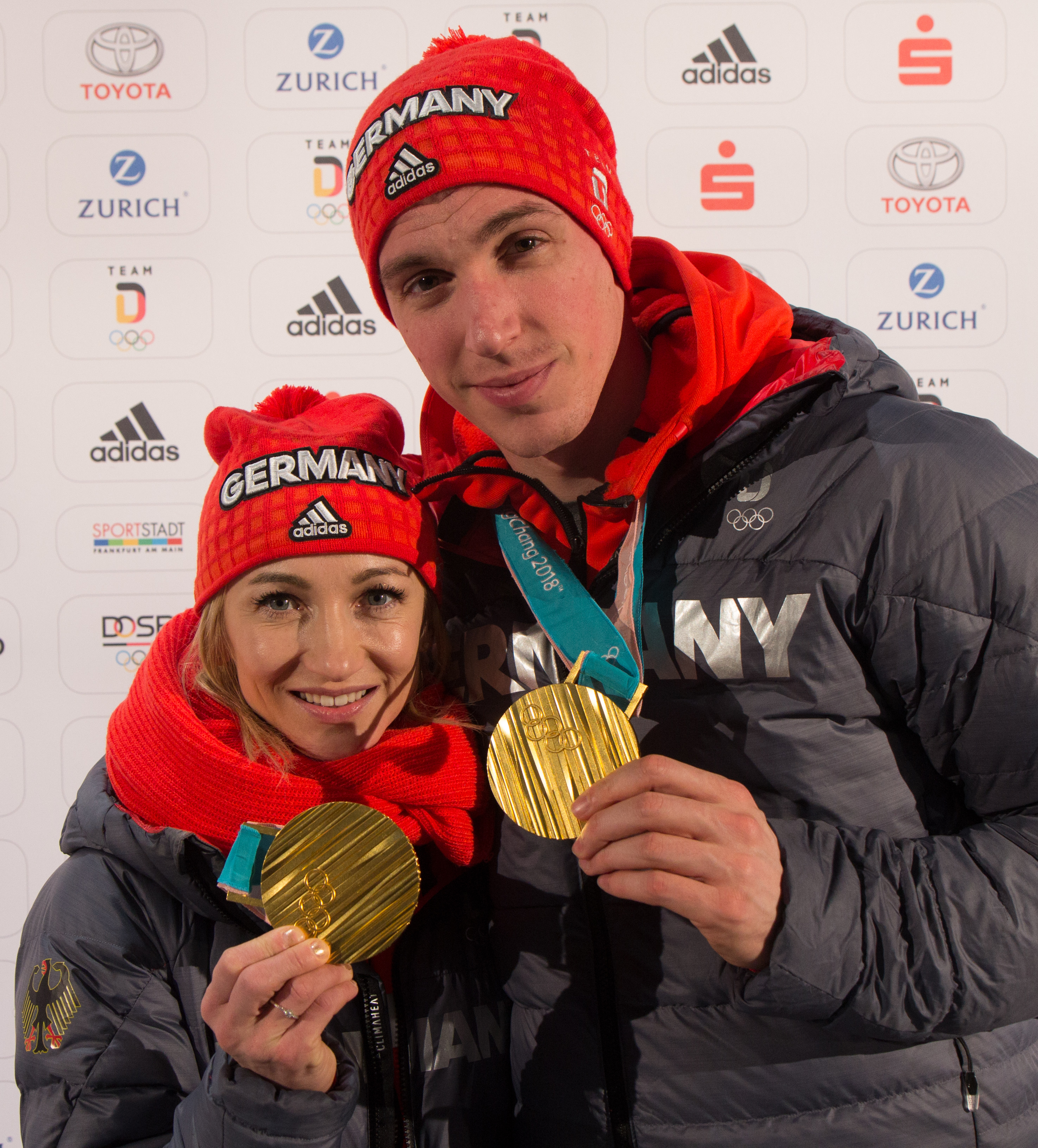
Sawczenko i Massot ze złotym medalem olimpijskim (luty 2018)

Sawczenko i Massot rozpoczęli sezon od drugiego miejsca w zawodach z cyklu Challenger Series Nebelhorn Trophy 2017. Następnie powtórzyli ten rezultat w Skate Canada International 2017, przegrywając jedynie z kanadyjską parą Duhamel / Radford. Pierwszym zwycięstwem w sezonie były dla nich zawody Skate America 2017, które jednocześnie dało im kwalifikację do finału Grand Prix 2017, również zakończonego ich zwycięstwem.
W listopadzie 2017 Massot otrzymał niemieckie obywatelstwo, co pozwoliło mu reprezentować ten kraj na Zimowych Igrzyskach Olimpijskich 2018. W konkursie olimpijskim zajmowali 4. miejsce po programie krótkim z notą 76,59 pkt. Następnego dnia ustanowili rekord świata w programie dowolnym 159,31 pkt, co dało im 0,43 pkt przewagi w nocie łącznej nad Chińczykami Sui Wenjing / Han Cong i pozwoliło na zdobycie złotego medalu olimpijskiego.
W marcu 2018 zdecydowali się wystąpić na mistrzostwach świata, gdzie byli faworytami do złota. Podczas mistrzostw poprawili trzy rekordy świata w: programie krótkim 82,98 pkt, programie dowolnym 162,86 pkt oraz nocie łącznej 245,84 pkt, co dało im tytuł mistrzowski (pierwszy dla Massota, szósty dla Sawczenko).

### Życie prywatne
1 października 2018 roku narzeczona Massota, Sophie Levaufre, urodziła ich syna o imieniu Louka. Para pobrała się 20 lipca 2019 roku. 19 maja 2020 roku na świat przyszło ich drugie dziecko, córka Charlie.

## Osiągnięcia

### Pary sportowe

#### Z Aloną Sawczenko (Niemcy)

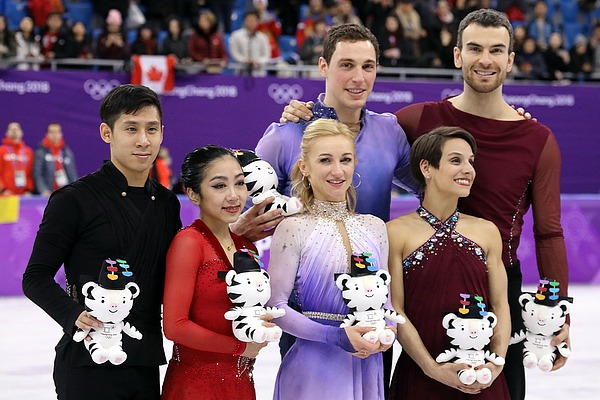
Sawczenko i Massot (pośrodku) na podium igrzysk olimpijskich 2018

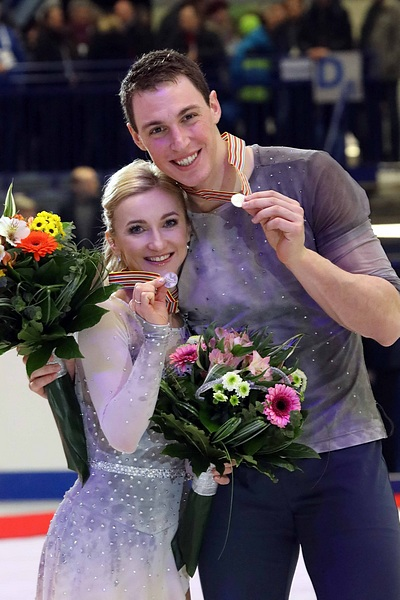
Sawczenko i Massot na podium mistrzostw Europy 2017

| Zawody                        | 15–16          | 16–17          | 17–18          |                |                |                |                |                |                |                |                |                |                |                |                |                |                |
| Międzynarodowe                | Międzynarodowe | Międzynarodowe | Międzynarodowe | Międzynarodowe | Międzynarodowe | Międzynarodowe | Międzynarodowe | Międzynarodowe | Międzynarodowe | Międzynarodowe | Międzynarodowe | Międzynarodowe | Międzynarodowe | Międzynarodowe | Międzynarodowe | Międzynarodowe | Międzynarodowe |
| ----------------------------- | -------------- | -------------- | -------------- | -------------- | -------------- | -------------- | -------------- | -------------- | -------------- | -------------- | -------------- | -------------- | -------------- | -------------- | -------------- | -------------- | -------------- |
| Igrzyska olimpijskie          |                |                | 1              |                |                |                |                |                |                |                |                |                |                |                |                |                |                |
| Mistrzostwa świata            | 3              | 2              | 1              |                |                |                |                |                |                |                |                |                |                |                |                |                |                |
| Mistrzostwa Europy            | 2              | 2              |                |                |                |                |                |                |                |                |                |                |                |                |                |                |                |
| GP Finał Grand Prix           |                | WD             | 1              |                |                |                |                |                |                |                |                |                |                |                |                |                |                |
| GP Rostelecom Cup             |                | 1              |                |                |                |                |                |                |                |                |                |                |                |                |                |                |                |
| GP Skate America              |                |                | 1              |                |                |                |                |                |                |                |                |                |                |                |                |                |                |
| GP Skate Canada International |                |                | 2              |                |                |                |                |                |                |                |                |                |                |                |                |                |                |
| GP Trophée de France          |                | 1              |                |                |                |                |                |                |                |                |                |                |                |                |                |                |                |
| CS Nebelhorn Trophy           |                | 1              | 2              |                |                |                |                |                |                |                |                |                |                |                |                |                |                |
| CS Warsaw Cup                 | 1              |                |                |                |                |                |                |                |                |                |                |                |                |                |                |                |                |
| CS Tallinn Trophy             | 1              |                |                |                |                |                |                |                |                |                |                |                |                |                |                |                |                |
| Bavarian Open                 | 1              |                |                |                |                |                |                |                |                |                |                |                |                |                |                |                |                |
| Krajowe                       |                |                |                |                |                |                |                |                |                |                |                |                |                |                |                |                |                |
| Mistrzostwa Niemiec           | 1              | WD             | 1              |                |                |                |                |                |                |                |                |                |                |                |                |                |                |

#### Z Darją Popową (Francja)

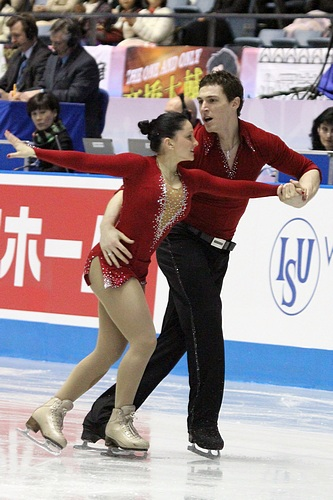
Popowa i Massot na zawodach World Team Trophy 2012

| Zawody                        | 11–12          | 12–13          | 13–14          |                |                |                |                |                |                |                |                |                |                |                |                |                |                |
| Międzynarodowe                | Międzynarodowe | Międzynarodowe | Międzynarodowe | Międzynarodowe | Międzynarodowe | Międzynarodowe | Międzynarodowe | Międzynarodowe | Międzynarodowe | Międzynarodowe | Międzynarodowe | Międzynarodowe | Międzynarodowe | Międzynarodowe | Międzynarodowe | Międzynarodowe | Międzynarodowe |
| ----------------------------- | -------------- | -------------- | -------------- | -------------- | -------------- | -------------- | -------------- | -------------- | -------------- | -------------- | -------------- | -------------- | -------------- | -------------- | -------------- | -------------- | -------------- |
| Mistrzostwa świata            |                |                | 15             |                |                |                |                |                |                |                |                |                |                |                |                |                |                |
| Mistrzostwa Europy            | 8              | 7              | 11             |                |                |                |                |                |                |                |                |                |                |                |                |                |                |
| GP Cup of China               |                |                | 8              |                |                |                |                |                |                |                |                |                |                |                |                |                |                |
| GP Skate Canada International |                | 5              |                |                |                |                |                |                |                |                |                |                |                |                |                |                |                |
| GP Trophée Éric Bompard       |                | 7              | WD             |                |                |                |                |                |                |                |                |                |                |                |                |                |                |
| International Challenge Cup   |                | 4              | 1              |                |                |                |                |                |                |                |                |                |                |                |                |                |                |
| Cup of Nice                   | 10             |                |                |                |                |                |                |                |                |                |                |                |                |                |                |                |                |
| Nebelhorn Trophy              | 5              |                |                |                |                |                |                |                |                |                |                |                |                |                |                |                |                |
| NRW Trophy                    | 4              |                |                |                |                |                |                |                |                |                |                |                |                |                |                |                |                |
| Krajowe                       |                |                |                |                |                |                |                |                |                |                |                |                |                |                |                |                |                |
| Mistrzostwa Francji           | 1              | 2              |                |                |                |                |                |                |                |                |                |                |                |                |                |                |                |
| Master's de Patinage          | 2              | 2              | 1              |                |                |                |                |                |                |                |                |                |                |                |                |                |                |
| Zawody drużynowe              |                |                |                |                |                |                |                |                |                |                |                |                |                |                |                |                |                |
| World Team Trophy             | 4 T 6 P        |                |                |                |                |                |                |                |                |                |                |                |                |                |                |                |                |

#### Z Anne-Laure Letscher (Francja)
| Mistrzostwa Francji  | 3 |
| Master's de Patinage | 3 |

#### Z Camille Foucher (Francja)
| Zawody                                | 07–08                                 | 08–09                                 | 09–10                                 |                                       |                                       |                                       |                                       |                                       |                                       |                                       |                                       |                                       |                                       |                                       |                                       |                                       |                                       |                                       |
| Międzynarodowe: Kategorie młodzieżowe | Międzynarodowe: Kategorie młodzieżowe | Międzynarodowe: Kategorie młodzieżowe | Międzynarodowe: Kategorie młodzieżowe | Międzynarodowe: Kategorie młodzieżowe | Międzynarodowe: Kategorie młodzieżowe | Międzynarodowe: Kategorie młodzieżowe | Międzynarodowe: Kategorie młodzieżowe | Międzynarodowe: Kategorie młodzieżowe | Międzynarodowe: Kategorie młodzieżowe | Międzynarodowe: Kategorie młodzieżowe | Międzynarodowe: Kategorie młodzieżowe | Międzynarodowe: Kategorie młodzieżowe | Międzynarodowe: Kategorie młodzieżowe | Międzynarodowe: Kategorie młodzieżowe | Międzynarodowe: Kategorie młodzieżowe | Międzynarodowe: Kategorie młodzieżowe | Międzynarodowe: Kategorie młodzieżowe | Międzynarodowe: Kategorie młodzieżowe |
| ------------------------------------- | ------------------------------------- | ------------------------------------- | ------------------------------------- | ------------------------------------- | ------------------------------------- | ------------------------------------- | ------------------------------------- | ------------------------------------- | ------------------------------------- | ------------------------------------- | ------------------------------------- | ------------------------------------- | ------------------------------------- | ------------------------------------- | ------------------------------------- | ------------------------------------- | ------------------------------------- | ------------------------------------- |
| Mistrzostwa świata juniorów           | 18                                    | 14                                    |                                       |                                       |                                       |                                       |                                       |                                       |                                       |                                       |                                       |                                       |                                       |                                       |                                       |                                       |                                       |                                       |
| JGP w Wielkiej Brytanii               |                                       | 11                                    |                                       |                                       |                                       |                                       |                                       |                                       |                                       |                                       |                                       |                                       |                                       |                                       |                                       |                                       |                                       |                                       |
| Krajowe                               |                                       |                                       |                                       |                                       |                                       |                                       |                                       |                                       |                                       |                                       |                                       |                                       |                                       |                                       |                                       |                                       |                                       |                                       |
| Mistrzostwa Francji                   | 3                                     | 3                                     |                                       |                                       |                                       |                                       |                                       |                                       |                                       |                                       |                                       |                                       |                                       |                                       |                                       |                                       |                                       |                                       |
| Master's de Patinage                  |                                       | 3                                     | 3 J                                   |                                       |                                       |                                       |                                       |                                       |                                       |                                       |                                       |                                       |                                       |                                       |                                       |                                       |                                       |                                       |

### Soliści
| Zawody                                | 05–06                                 | 06–07                                 |                                       |                                       |                                       |                                       |                                       |                                       |                                       |                                       |                                       |                                       |                                       |                                       |                                       |                                       |                                       |                                       |
| Międzynarodowe: Kategorie młodzieżowe | Międzynarodowe: Kategorie młodzieżowe | Międzynarodowe: Kategorie młodzieżowe | Międzynarodowe: Kategorie młodzieżowe | Międzynarodowe: Kategorie młodzieżowe | Międzynarodowe: Kategorie młodzieżowe | Międzynarodowe: Kategorie młodzieżowe | Międzynarodowe: Kategorie młodzieżowe | Międzynarodowe: Kategorie młodzieżowe | Międzynarodowe: Kategorie młodzieżowe | Międzynarodowe: Kategorie młodzieżowe | Międzynarodowe: Kategorie młodzieżowe | Międzynarodowe: Kategorie młodzieżowe | Międzynarodowe: Kategorie młodzieżowe | Międzynarodowe: Kategorie młodzieżowe | Międzynarodowe: Kategorie młodzieżowe | Międzynarodowe: Kategorie młodzieżowe | Międzynarodowe: Kategorie młodzieżowe | Międzynarodowe: Kategorie młodzieżowe |
| ------------------------------------- | ------------------------------------- | ------------------------------------- | ------------------------------------- | ------------------------------------- | ------------------------------------- | ------------------------------------- | ------------------------------------- | ------------------------------------- | ------------------------------------- | ------------------------------------- | ------------------------------------- | ------------------------------------- | ------------------------------------- | ------------------------------------- | ------------------------------------- | ------------------------------------- | ------------------------------------- | ------------------------------------- |
| JGP w Meksyku                         |                                       | 9                                     |                                       |                                       |                                       |                                       |                                       |                                       |                                       |                                       |                                       |                                       |                                       |                                       |                                       |                                       |                                       |                                       |
| JGP na Węgrzech                       |                                       | 14                                    |                                       |                                       |                                       |                                       |                                       |                                       |                                       |                                       |                                       |                                       |                                       |                                       |                                       |                                       |                                       |                                       |
| Triglav Trophy                        | 5 J                                   |                                       |                                       |                                       |                                       |                                       |                                       |                                       |                                       |                                       |                                       |                                       |                                       |                                       |                                       |                                       |                                       |                                       |
| Krajowe                               |                                       |                                       |                                       |                                       |                                       |                                       |                                       |                                       |                                       |                                       |                                       |                                       |                                       |                                       |                                       |                                       |                                       |                                       |
| Mistrzostwa Francji                   |                                       | 16                                    |                                       |                                       |                                       |                                       |                                       |                                       |                                       |                                       |                                       |                                       |                                       |                                       |                                       |                                       |                                       |                                       |

## Programy

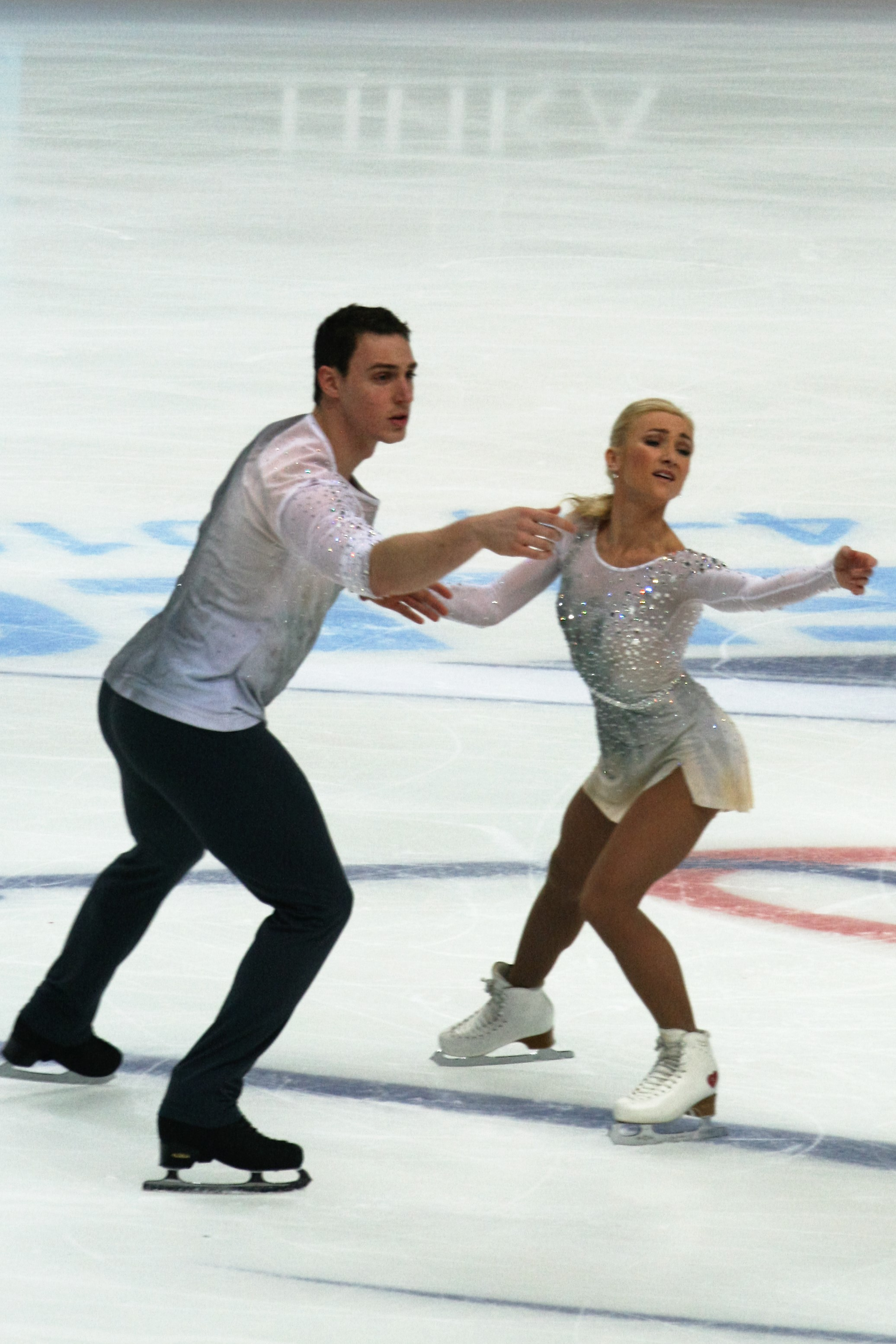
Program dowolny Lighthouse (Rostelecom Cup 2016)

Alona Sawczenko / Bruno Massot
| Sezon   | Program krótki (SP) | Program dowolny (FS)                                                                         | Pokazy mistrzów |
| ------- | --- | -------------------------------------------------------------------------------------------- | --- |
| 2017–18 | - That Man – Caro Emerald choreografia: John Kerr, Silvia Fontana                                                      | - La terre vue du ciel – Armand Amar, aranż. Maxime Rodriguez choreografia: Christopher Dean | - La terre vue du ciel – Armand Amar, aranż. Maxime Rodriguez choreografia: Christopher Dean - Up All Night – Oliver Tank |
| 2016–17 | - That Man – Caro Emerald choreografia: John Kerr, Silvia Fontana                                                      | - Lighthouse – Patrick Watson choreografia: John Kerr, Silvia Fontana                        | - Un Giorno Per Noi – Paul Potts - Medley – Wolfgang Amadeus Mozart - Nero – Two Steps from Hell                          |
| 2015–16 | - Créature de Siam (z Kurios Cirque du Soleil) – Raphëal Beau, Guy Dubuc, Marc Lessard choreografia: Rostisław Sinicyn | - Sometimes – Wax Tailor choreografia: Gary Beacom                                           | - Time after Time – David Pfeffer                                                                                         |

## Rekordy świata
Do sezonu 2017/2018
| Data                         | Punkty                  | Zawody                    | Uwagi                                             |                         |
| Rekordy w nocie łącznej      | Rekordy w nocie łącznej | Rekordy w nocie łącznej   | Rekordy w nocie łącznej                           | Rekordy w nocie łącznej |
| ---------------------------- | ----------------------- | ------------------------- | ------------------------------------------------- | ----------------------- |
| 22 marca 2018                | 245,84                  | Mistrzostwa świata 2018   | Historyczny rekord świata przed sezonem 2018/2019 |                         |
| Rekordy w programie dowolnym |                         |                           |                                                   |                         |
| 22 marca 2018                | 162,86                  | Mistrzostwa świata 2018   | Historyczny rekord świata przed sezonem 2018/2019 |                         |
| 15 lutego 2018               | 159,31                  | Igrzyska olimpijskie 2018 |                                                   |                         |
| 9 grudnia 2017               | 157,25                  | Finał Grand Prix 2017     |                                                   |                         |

## Rekordy życiowe
Alona Sawczenko / Bruno Massot
| Historyczne rekordy życiowe przed sezonem 2018/2019 | Historyczne rekordy życiowe przed sezonem 2018/2019 | Historyczne rekordy życiowe przed sezonem 2018/2019 | Historyczne rekordy życiowe przed sezonem 2018/2019 | Historyczne rekordy życiowe przed sezonem 2018/2019 |
| Segment                                             | Data                                                | Punkty                                              | Zawody                                              | Uwagi                                               |
| --------------------------------------------------- | --------------------------------------------------- | --------------------------------------------------- | --------------------------------------------------- | --------------------------------------------------- |
| TSS                                                 | 22 marca 2018                                       | 245,84                                              | Mistrzostwa świata 2018                             | Historyczny rekord świata przed sezonem 2018/2019.  |
| SP                                                  | 21 marca 2018                                       | 82,98                                               | Mistrzostwa świata 2018                             |                                                     |
| SP TES                                              | 21 marca 2018                                       | 44,14                                               | Mistrzostwa świata 2018                             |                                                     |
| SP PCS                                              | 21 marca 2018                                       | 38,84                                               | Mistrzostwa świata 2018                             |                                                     |
| FS                                                  | 22 marca 2018                                       | 162,86                                              | Mistrzostwa świata 2018                             | Historyczny rekord świata przed sezonem 2018/2019.  |
| FS TES                                              | 22 marca 2018                                       | 83,90                                               | Mistrzostwa świata 2018                             |                                                     |
| FS PCS                                              | 22 marca 2018                                       | 78,96                                               | Mistrzostwa świata 2018                             |                                                     |